# James Donn
James Donn (1758–1813) va ser un botànic anglès. Va ser alumne de William Aiton, i un protegit de Sir Joseph Banks va ser Curator dels Cambridge University Botanic Gardens, Cambridge, des de 1790 fins a la seva mort. La seva obra més important va ser Hortus Cantabrigensis, amb la primera edició del 1796 i moltes edicions, més ampliades, posteriors.
Va ser un Fellow de la Linnean Society el 1812.
Un net seu va ser el compositor William Sterndale Bennett.